# Isländischer Fußballpokal der Männer 1985
Der isländische Fußballpokal 1985 war die 26. Austragung des isländischen Pokalwettbewerbs der Männer. Pokalsieger wurde Fram Reykjavík. Das Team setzte sich im Finale am 25. August 1985 im Laugardalsvöllur von Reykjavík gegen ÍB Keflavík durch. Fram qualifizierte sich damit für den Europapokal der Pokalsieger.
Titelverteidiger ÍA Akranes war im Viertelfinale gegen den späteren Sieger ausgeschieden.

## Modus
Die Begegnungen wurden in einem Spiel ausgetragen. In den ersten drei Runden nahmen Vereine ab der zweiten Liga abwärts teil. Die Mannschaften aus der ersten Liga starteten im Achtelfinale. Bei unentschiedenem Ausgang wurde das Spiel zunächst verlängert und gegebenenfalls durch Elfmeterschießen entschieden.

## 1. Runde
| Datum      |                      | Ergebnis              |                         |
| ---------- | -------------------- | --------------------- | ----------------------- |
| 22.05.1985 | Leiftur Ólafsfjörður | 1:0                   | Völsungur Húsavík       |
| 22.05.1985 | Magni Grenivík       | 0:1                   | KA Akureyri             |
| 22.05.1985 | Leiknir Reykjavík    | 1:2                   | UMF Víkingur            |
| 22.05.1985 | UMF Tindastóll       | 2:1                   | Vaskur Akureyri         |
| 22.05.1985 | Reynir Sandgerði     | 2:1                   | Hafnir Keflavík         |
| 22.05.1985 | þróttur Norðfjörður  | 3:0                   | Höttur Egilsstaðir      |
| 22.05.1985 | UMF Skallagrímur     | 7:0                   | Haukar Hafnarfjörður    |
| 22.05.1985 | Valur Reyðarfjörður  | 2:3                   | Huginn Seyðisfjörður    |
| 22.05.1985 | Hrafnkell Freysgoði  | 1:3                   | Austri Eskifjörður      |
| 22.05.1985 | HV Ísafjörður        | 0:0 n. V. (2:3 i. E.) | UMF Stjarnan            |
| 22.05.1985 | IK Kópavogur         | 3:2                   | Vikverji Reykjavík      |
| 22.05.1985 | UMF Afturelding      | 2:5                   | Léttir Reykjavík        |
| 22.05.1985 | ÍB Ísafjörður        | 4:2                   | Fylkir Reykjavík        |
| 22.05.1985 | UMF Einherji         | 3:2                   | Leiknir Fáskrúðsfjörður |
| 22.05.1985 | UMF Njarðvík         | 2:1                   | UMF Selfoss             |
| 29.05.1985 | Ármann Reykjavík     | 1:8                   | ÍR Reykjavik            |

## 2. Runde
| Datum      |                      | Ergebnis              |                     |
| ---------- | -------------------- | --------------------- | ------------------- |
| 05.06.1985 | UMF Stjarnan         | 0:0 n. V. (5:6 i. E.) | UMF Njarðvík        |
| 05.06.1985 | ÍBV Vestmannaeyja    | 3:0                   | ÍB Ísafjörður       |
| 05.06.1985 | UMF Víkingur         | 3:3 n. V. (5:4 i. E.) | Augnablik Kópavogur |
| 05.06.1985 | Leiftur Ólafsfjörður | 0:1                   | KS Siglufjarðar     |
| 05.06.1985 | Reynir Sandgerði     | 5:1                   | Léttir Reykjavík    |
| 05.06.1985 | UMF Tindastóll       | 0:3                   | KA Akureyri         |
| 05.06.1985 | ÍR Reykjavik         | 2:1                   | UMF Skallagrímur    |
| 05.06.1985 | Huginn Seyðisfjörður | 0:0 n. V. (3:4 i. E.) | Austri Eskifjörður  |
| 05.06.1985 | Breiðablik Kópavogur | 0:1                   | UMF Grindavík       |
| 05.06.1985 | Árvakur Reykjavík    | 13:10                 | UMF Tálknafjörður   |
| 05.06.1985 | IK Kópavogur         | 0:0 n. V. (4:5 i. E.) | ÍF Grótta           |
| 05.06.1985 | þróttur Norðfjörður  | 0:0 n. V. (3:4 i. E.) | UMF Einherji        |

## 3. Runde
| Datum      |                    | Ergebnis |                   |
| ---------- | ------------------ | -------- | ----------------- |
| 19.06.1985 | Austri Eskifjörður | 0:1      | UMF Einherji      |
| 19.06.1985 | Reynir Sandgerði   | 4:1      | ÍR Reykjavik      |
| 19.06.1985 | UMF Víkingur       | 0:2      | UMF Njarðvík      |
| 19.06.1985 | UMF Grindavík      | 2:3      | Árvakur Reykjavík |
| 19.06.1985 | KS Siglufjarðar    | 1:2      | KA Akureyri       |
| 19.06.1985 | ÍBV Vestmannaeyja  | 8:0      | ÍF Grótta         |

## Achtelfinale
Teilnehmer: Die sechs Sieger der 3. Runde und die zehn Teams der 1. deild 1985.
| Datum      |                    | Ergebnis              |                  |
| ---------- | ------------------ | --------------------- | ---------------- |
| 02.07.1985 | Reynir Sandgerði   | 3:5                   | þór Akureyri     |
| 02.07.1985 | KR Reykjavík       | 3:5 n. V.             | ÍA Akranes       |
| 02.07.1985 | Árvakur Reykjavík  | 1:1 n. V. (1:4 i. E.) | Víðir Garði      |
| 03.07.1985 | ÍBV Vestmannaeyja  | 2:4                   | FH Hafnarfjörður |
| 03.07.1985 | Víkingur Reykjavík | 3:4 n. V.             | Fram Reykjavík   |
| 03.07.1985 | KA Akureyri        | 4:2                   | UMF Einherji     |
| 04.07.1985 | þróttur Reykjavík  | 2:4                   | Valur Reykjavík  |
| 04.07.1985 | UMF Njarðvík       | 0:3                   | ÍB Keflavík      |

## Viertelfinale
| Datum      |              | Ergebnis |                  |
| ---------- | ------------ | -------- | ---------------- |
| 17.07.1985 | KA Akureyri  | 2:1      | Víðir Garði      |
| 17.07.1985 | þór Akureyri | 3:2      | FH Hafnarfjörður |
| 17.07.1985 | ÍB Keflavík  | 3:1      | Valur Reykjavík  |
| 17.07.1985 | ÍA Akranes   | 1:2      | Fram Reykjavík   |

## Halbfinale
| Datum      |                | Ergebnis  |              |
| ---------- | -------------- | --------- | ------------ |
| 29.07.1985 | Fram Reykjavík | 3:0 n. V. | þór Akureyri |
| 13.08.1985 | ÍB Keflavík    | 2:0       | KA Akureyri  |

## Finale
| Paarung        | Fram Reykjavík – ÍB Keflavík |
| Ergebnis       | 3:1 (1:0) |
| Datum          | 25. August 1985 |
| Stadion        | Laugardalsvöllur, Reykjavík |
| Zuschauer      | 5.330 |
| Tore           | 1:0 Pétur Ormslev (29.) 2:0 Pétur Ormslev (63.) 2:1 Ragnar Margeirsson (68.) 3:1 Guðmunður Torfason (69.) |
| Fram Reykjavík | Fridrik Fridriksson, þorsteinn þorsteinsson, Ormarr Orlygsson, Pétur Ormslev, Vidar þorkelsson, Kristinn R. Jonsson, Sverrir Einarsson, Guðmundur Steinsson, Omar Torfason, Guðmundur Torfason, Asgeir Eliasson.                                                        |
| ÍB Keflavík    | þorsteinn Bjarnason, Sigurjon Kristjansson, Ingvar Guðmundsson, ValÞor SigÞorsson, Freyr Sverrisson (Bjorgvin Bjorgvinsson 67), Sigurður Bjorgvinsson, Gunnar Oddsson, Ragnar Margeirsson, Oli þor Magnusson, Jon Kr. Gislason (Sigurjon Sveinsson 67), Helgi Bentsson. |